# Attila cinnamomeus
El atila canelo (en Ecuador) (Attila cinnamomeus), también denominado atila acanelado (en Perú, Colombia y Venezuela) o atrapamoscas quieto acanelado (en Venezuela), es una especie de ave paseriforme de la familia Tyrannidae perteneciente al género Attila. Es nativo del norte de América del Sur en la cuenca del Amazonas y en el escudo guayanés.

## Distribución y hábitat
Se distribuye en la totalidad de la Amazonia en Brasil y zonas de transición adyacentes, sur y este de Colombia, este de Ecuador, este de Perú, hasta el extremo norte de Bolivia, y en el sur de Venezuela; y de forma contigua, en el escudo guayanés, del este Venezuela, Guyana, Surinam, Guayana Francesa, desde la costa caribeña hasta el norte de Brasil.
Esta especie es considerada bastante común en sus hábitats naturales: los bosques de várzea, áreas pantanosas y márgenes de lagos y cursos de agua, hasta los 500 m de altitud.

## Sistemática

### Descripción original
La especie A. cinnamomeus fue descrita por primera vez por el naturalista alemán Johann Friedrich Gmelin en 1789 bajo el nombre científico Muscicapa cinnamomea; su localidad tipo es: «Cayena, Guayana Francesa».

### Etimología
El nombre genérico masculino «Attila» se refiere al guerrero Atila (406-453), rey de los hunos, en relación con la característica agresividad de estas especies; y el nombre de la especie «cinnamomeus», proviene del latín moderno y significa ‘de color canela’.

### Taxonomía
Ya fue considerada conespecífica con Attila torridus. Es monotípica.